# بخش سیمریسهامن
بخش سیمریسهامن (به سوئدی: Simrishamns kommun) یک ناحیه شهری در سوئد است که در شهرستان اسکونه واقع شده‌است.

## خواهرخوانده
شهرهای بارث، آلمان، کووبژک، پالانگا و برنهلم خواهرخوانده‌های بخش سیمریسهامن هستند.